# هیپوستس
هیپوستس (نام علمی Hypoestes sanguinolenta)، گیاهی علفی با برگ‌های رنگین و از تیره پاخرسیان است.

## فیزیولوژی
هیپوستس گیاهی است علفی و دولپه و روز بلند، با ساقه چهار گوشه که در روزهای کوتاه کرک‌دار و در روزهای بلند بدون کرک است و برگ‌ها به شکل بیضی با نوک تیز و بدون چین و کنگره به رنگ سبز و دارای لکه‌های قرمز، سفید و صورتی که قرارگرفتن گیاه در نور زیاد لکه‌های رنگی در برگ را افزایش می‌دهد و قرارگرفتن گیاه در تاریکی این لکه‌ها را کم می‌کند و حتی برگ‌ها سبز و بدون لکه خواهند شد.

## شرایط دمایی
بهترین دما برای هیپوستس ۲۰–۲۲ درجه است و به سرما و یخبندان و همچنین قرارگرفتن طولانی‌مدت در نور مستقیم حساس است. کمبود رطوبت هوا و نور مستقیم طولانی‌مدت، باعث سوختگی نوک برگ‌ها می‌شود. همچنین کمبود نور باعث کوچک‌شدن برگ‌ها، رنگ‌پریدگی برگ‌ها، طولانی‌تر شدن فاصله گره‌ها، از بین رفتن لکه‌های رنگی و در صورت طولانی‌بودن نگهداری در مکان‌های کم نور باعث مرگ گیاه خواهد شد.

## ازدیاد
این گیاه از طریق کاشت بذر و قلمه ساقه و قلمه برگ قابل ازدیاد است. با افزایش طول روز این گیاه گلدهی را آغاز می‌کند و از نشانه‌های آغاز گلدهی طویل شدن ساقه، کوچک شدن برگ‌ها و کم شدن لکه‌های رنگی است. با شروع گلدهی کیفیت برگ‌ها پایین آمده و از ارزش این گیاه می‌کاهد. گلدهی از خرداد ماه شروع و تا آبان ادامه دارد. گل‌ها دارای دو گلبرگ بالایی و پایینی هستند و معمولاً به رنگ بنفش و سفید قابل مشاهده‌اند و خود گرده‌افشان هستند. در اواخر آبان می‌توان ساقه این گیاه را از ارتفاع ۲ سانتیمتری سطح زمین قطع کرد و بذرها را از ساقه جدا کرد. بعد از حذف ساقه‌های هوایی، گیاه به مدت ۳-۴ ماه (پاییز یا زمستان) در خواب می‌مانند، سپس مجدد در اوایل بهار شروع به رشد می‌کنند. بذرها حدود ۲ میلی‌متر هستند و بهترین زمان کاشت از آبان تا اسفند است.
برای قلمه‌گیری ساقه‌ها باید بین ۶–۴ برگ داشته باشند. بهتر است که قلمه دارای جوانه انتهایی باشد. در صورت وجود رطوبت کافی می‌توان قلمه‌ها را در داخل پرلیت یا ماسه کاشت و در صورت پایین‌بودن رطوبت محیط قلمه‌ها را در داخل آب قرار می‌دهیم. در صورت تأمین دمای حدود ۱۸–۲۰ درجه، قلمه‌ها بعد از ۱۰ روز ریشه دار می‌شوند.

## نیازهای محیطی
رطوبت بالای ۹۰ درصد، خاک مرطوب و ۳ ساعت نور مستقیم خورشید، خاک ماسه‌ای یا کوکوپیت و پیت ماس و خاک‌های سبک با زهکشی خوب و روزهای کوتاه.

## نگارخانه

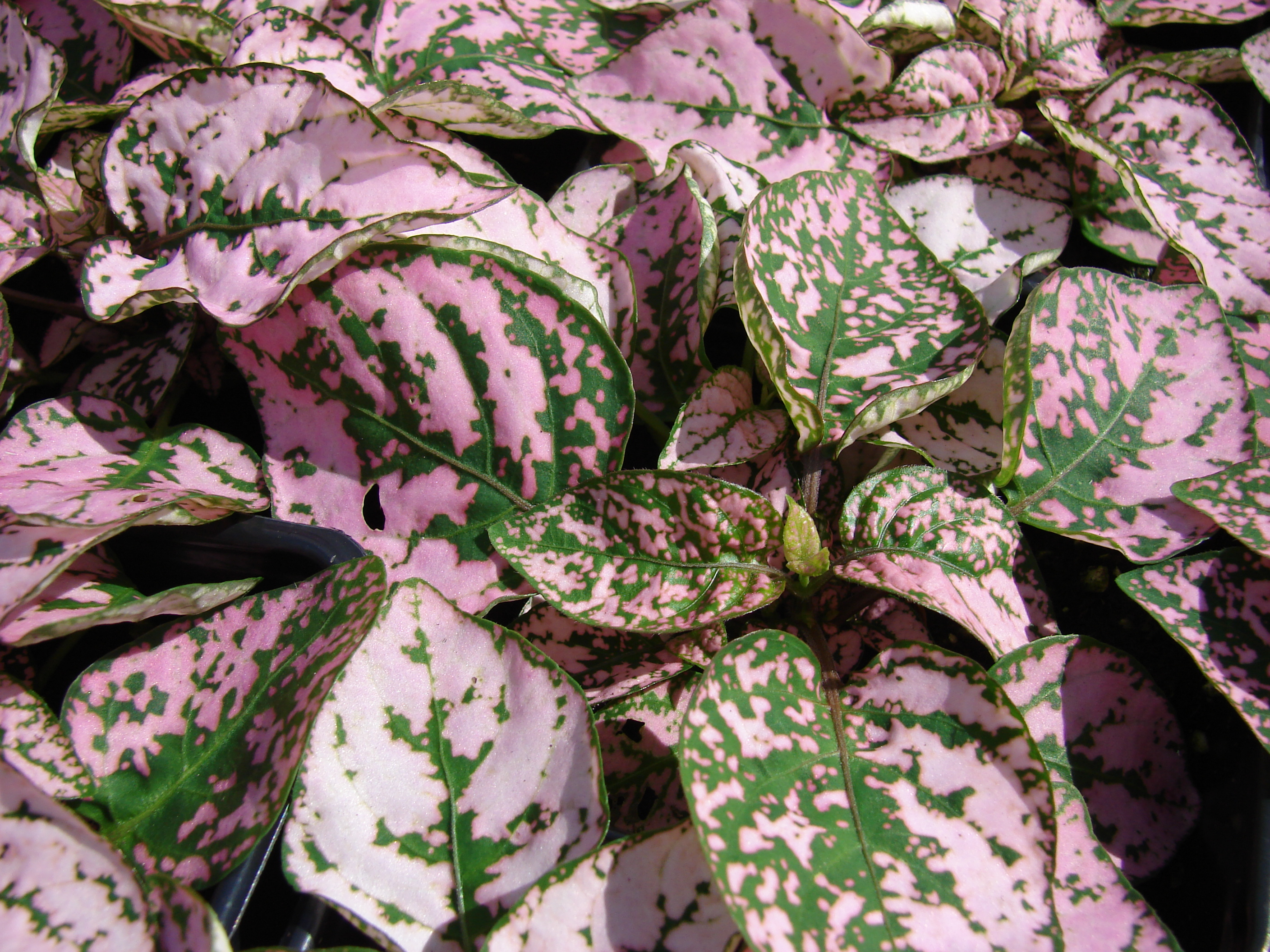
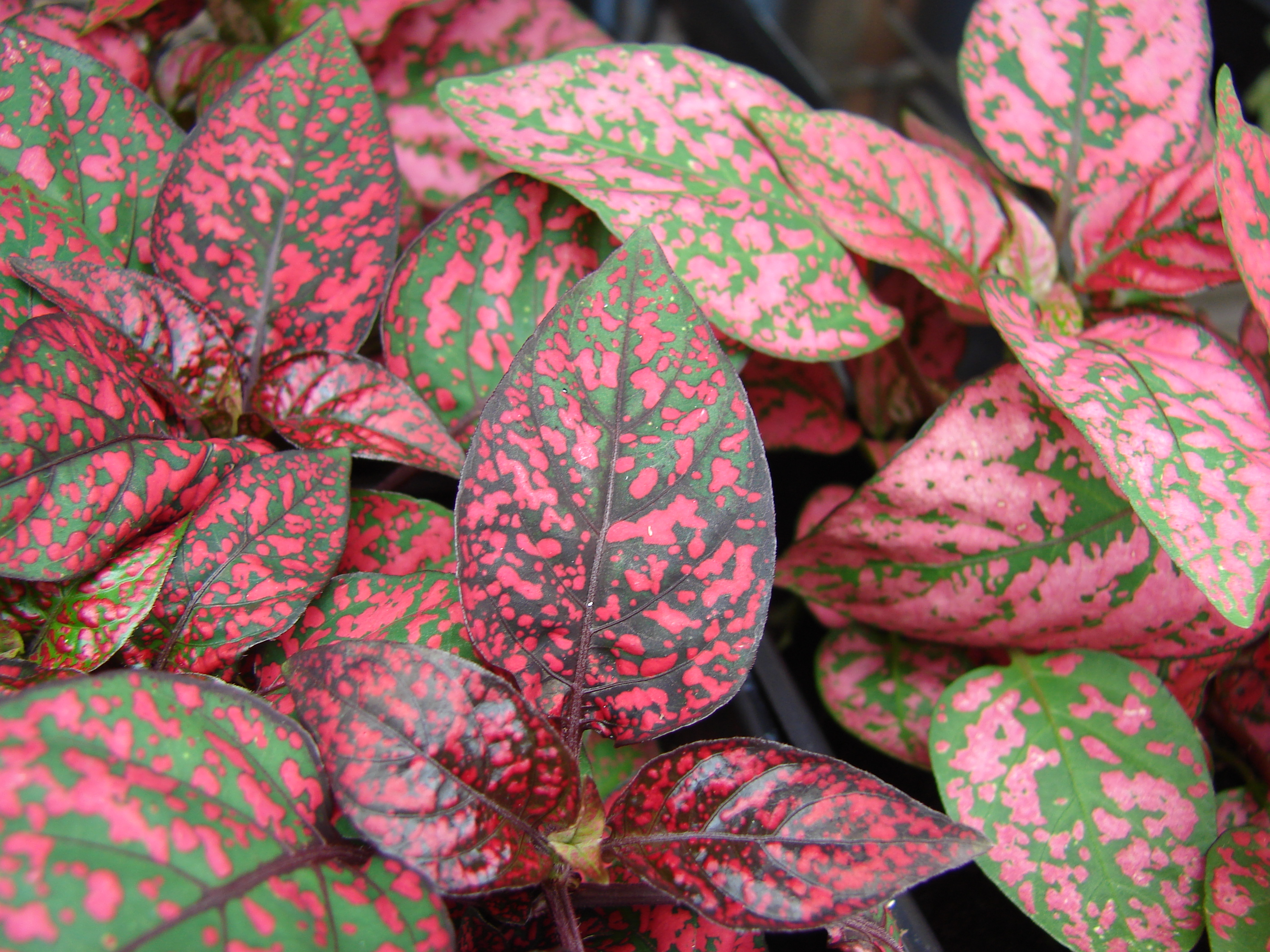
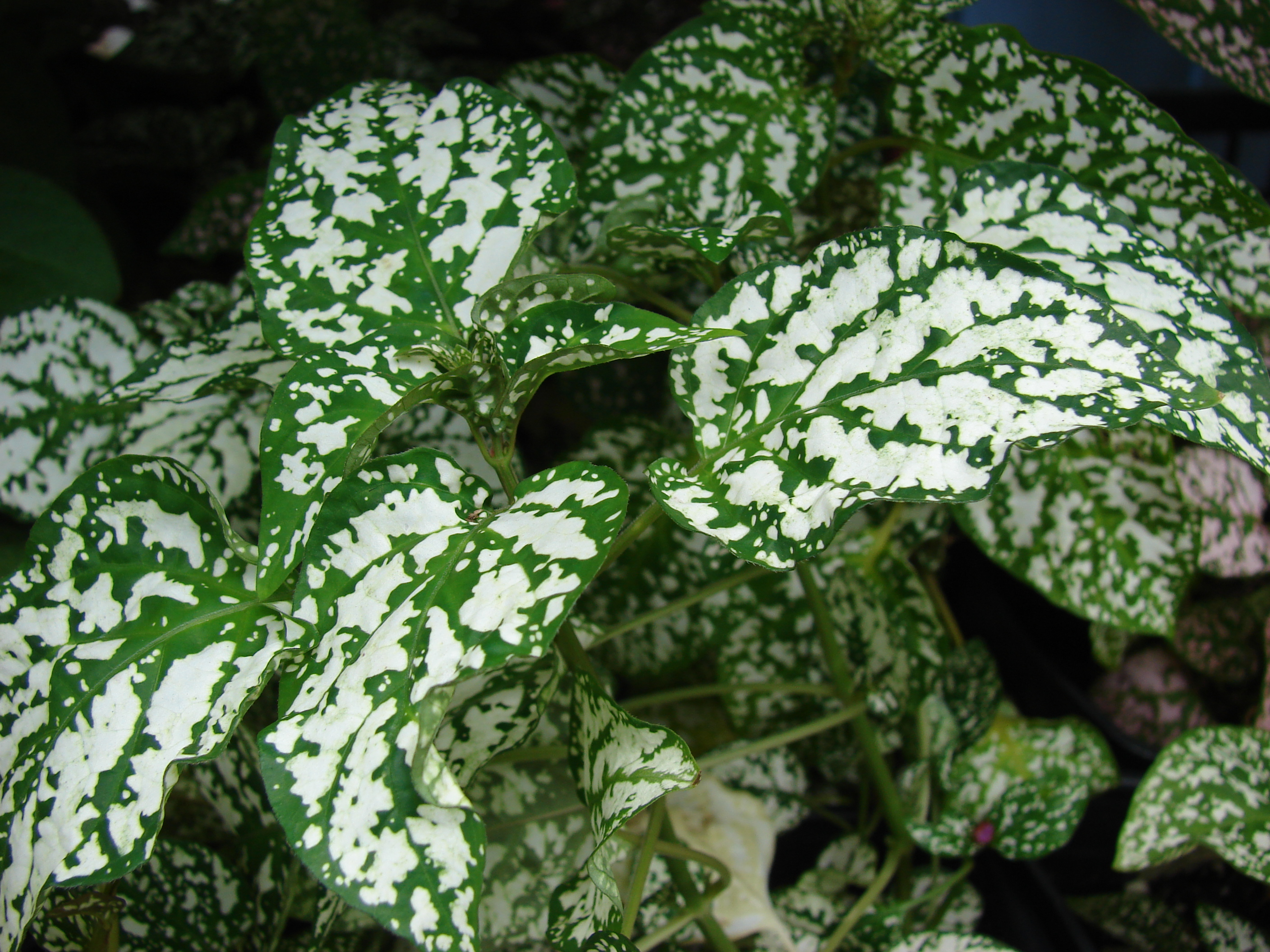
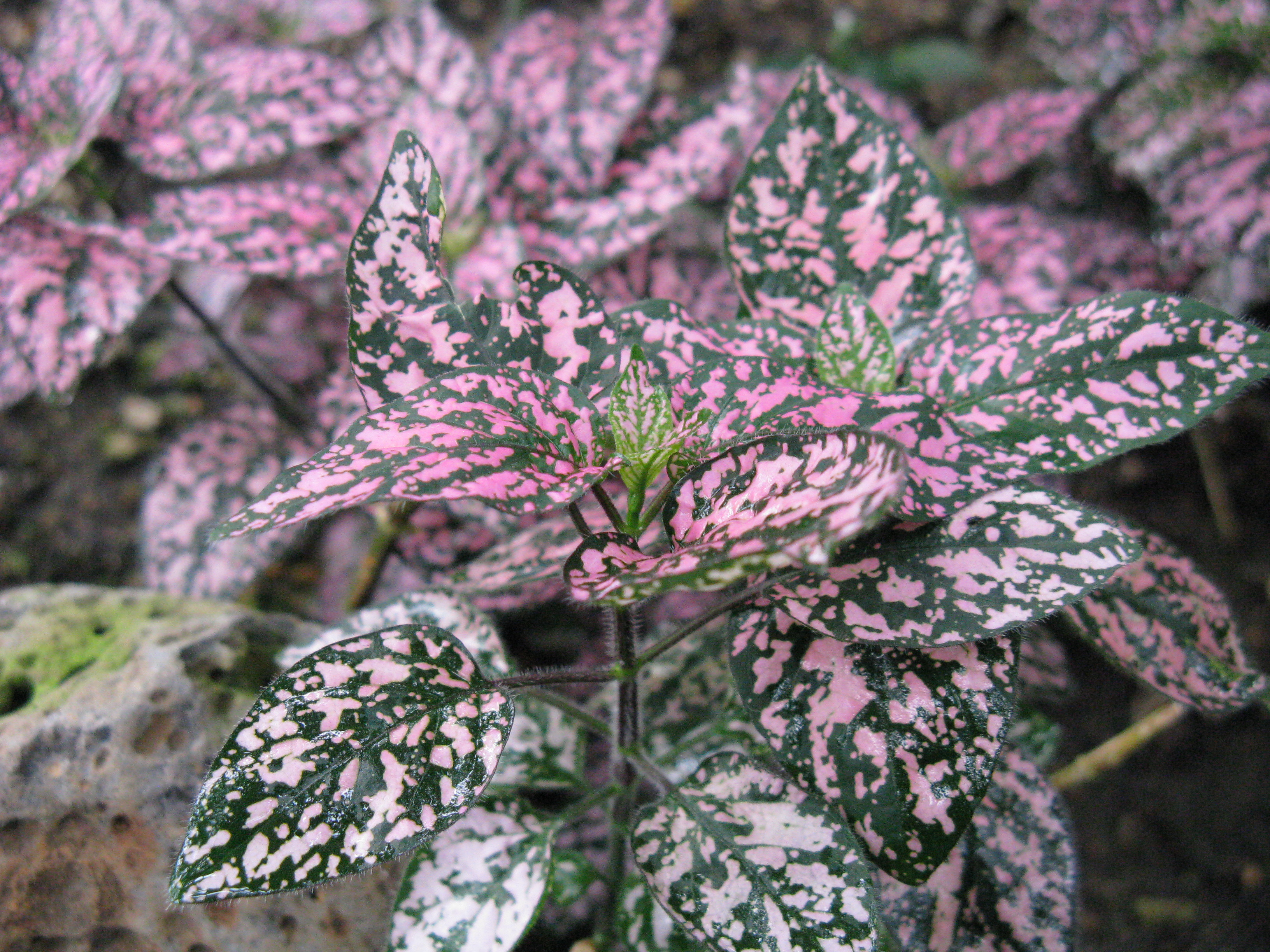
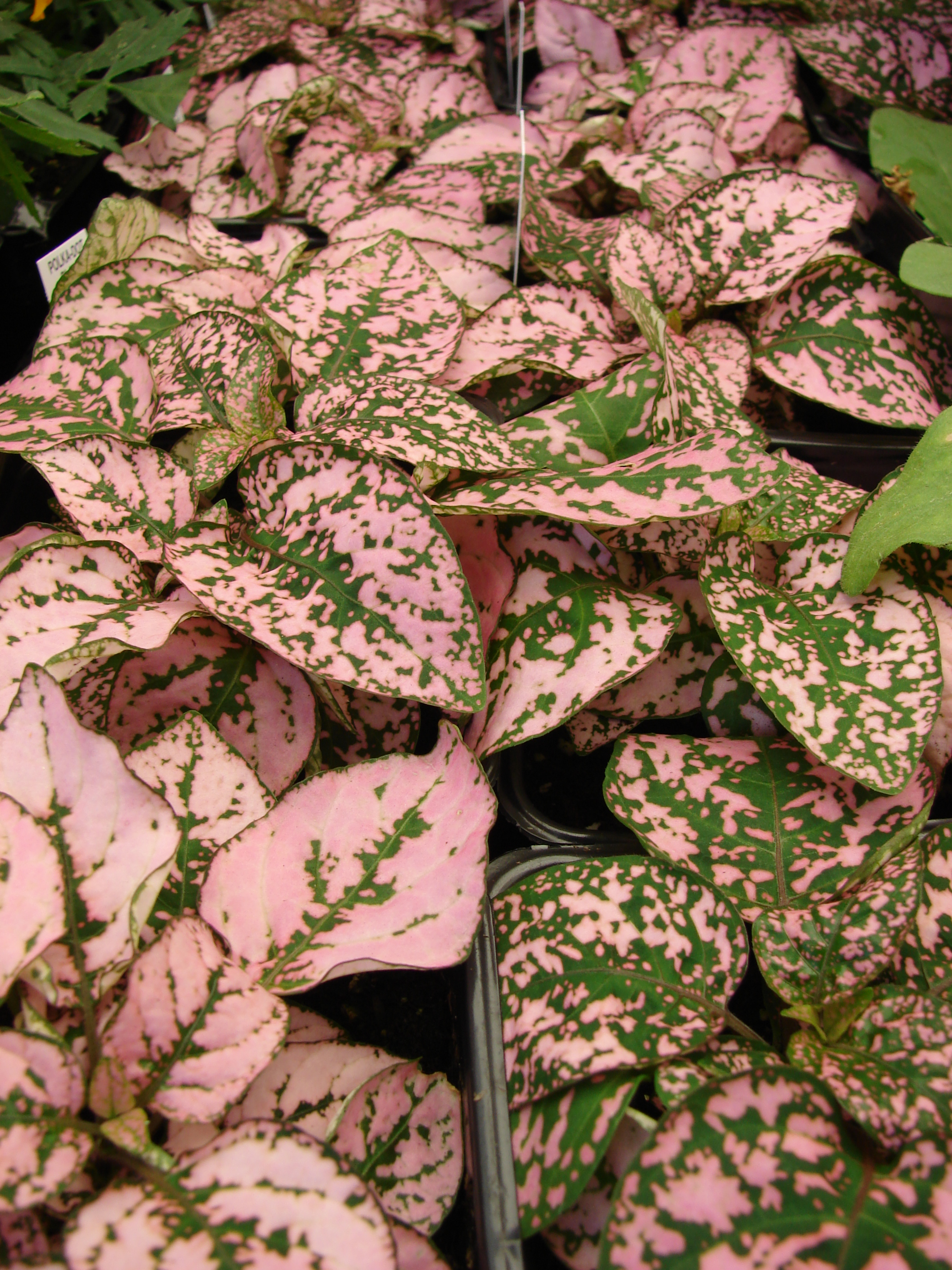
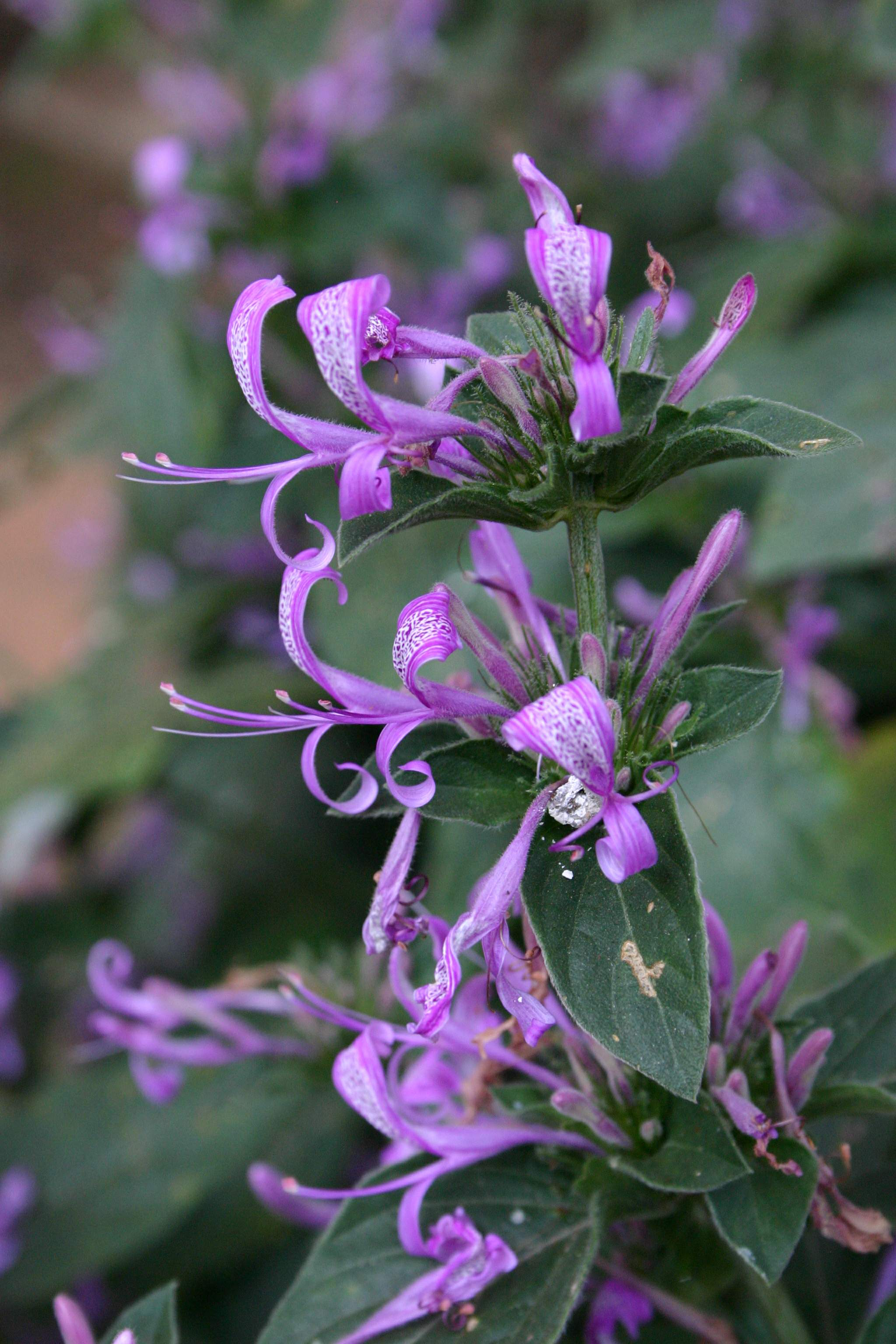